# Họ Cá bống biển
Họ Cá bống biển là một họ cá với danh pháp khoa học Cottidae theo truyền thống được xếp trong liên họ Cottoidea của phân bộ Cottoidei trong bộ Cá mù làn (Scorpaeniformes). Tuy nhiên, gần đây người ta coi nó thuộc cận bộ Cottales trong phân bộ Cottoidei của bộ Perciformes.

## Phân loại
Theo định nghĩa cũ thì họ này chứa khoảng 257-275 loài trong 62-70 chi, chủ yếu là cá biển và được tìm thấy trong các vùng nước nông duyên hải tại các khu vực phương bắc và cận Bắc cực.
Các đại diện nước ngọt của họ này khá ít ỏi và bao gồm cá bống đầu thìa (Cottus ricei) ở Bắc Mỹ, cá bống đầu bò núi cao (Cottus poecilopus), cá bống đầu bò (Cottus gobio) và cá bống bốn sừng (Myoxocephalus quadricornis). Loài cuối cùng này cũng được tìm thấy trong vùng nước lợ như Baltic.
Phần lớn các loài trong họ Cá bống biển là cá nhỏ, dài dưới 10 cm (4 inch), mặc dù một số loài, như cabezon, to lớn hơn, dài tới 72 cm (28 inch).
Một số nghiên cứu phát sinh chủng loài gần đây cho thấy theo định nghĩa truyền thống thì họ này là đa ngành trong tương quan với các họ Agonidae, Psychrolutidae, Abyssocottidae, Comephoridae và Cottocomephoridae. Để làm cho các họ trở thành đơn ngành người ta đã sáp nhập Abyssocottidae, Comephoridae và Cottocomephoridae vào Cottidae, tách các chi Jordania và Paricelinus thành họ độc lập là Jordaniidae, chuyển gần như toàn bộ các chi/loài cá biển của Cottidae sang Psychrolutidae (trừ Hemilepidotus, Jordania, Leptocottus, Paricelinus, Scorpaenichthys và Trachidermus). Theo định nghĩa mới này thì Cottidae chứa 16-19 chi với 106-107 loài đã biết.

## Các chi
- Cottus Linnaeus, 1758: 68 loài cá bống nước ngọt, cá bống Miller. Có thể sẽ chia ra thành các chi Cephalocottus, Cottopsis, Cottus sensu stricto và Uranidea.
- Leptocottus Girard, 1854: 1 loài cá bống sừng hươu Thái Bình Dương (Leptocottus armatus).
- Mesocottus Gratzianov, 1907: 1 loài (Mesocottus haitej).
- Trachidermus Heckel, 1837: 1 loài cá bống da nhám (Trachidermus fasciatus).

### Chuyển từ các họ khác sang
- Từ Abyssocottidae: 7 chi, 24 loài. 
  - Abyssocottus Berg, 1906: 3 loài.
  - Asprocottus Berg, 1906: 8 loài.
  - Cottinella Berg, 1907: 1 loài (Cottinella boulengeri).
  - Cyphocottus Sideleva, 2003: 2 loài.
  - Limnocottus Berg, 1906: 4 loài.
  - Neocottus Sideleva, 1982: 2 loài.
  - Procottus Gratzianov, 1902: 4 loài.
- Từ Comephoridae: 1 chi, 2 loài.
  - Comephorus Lacepède, 1800: 2 loài.
- Từ Cottocomephoridae: 4 chi, 9 loài.
  - Batrachocottus Berg, 1903: 4 loài.
  - Cottocomephorus Pellegrin, 1900: 3 loài.
  - Leocottus Taliev, 1955: 1 loài (Leocottus kesslerii).
  - Paracottus Taliev trong Berg, 1949: 1 loài (Paracottus knerii).

## Chuyển đi

### SangPsychrolutidae

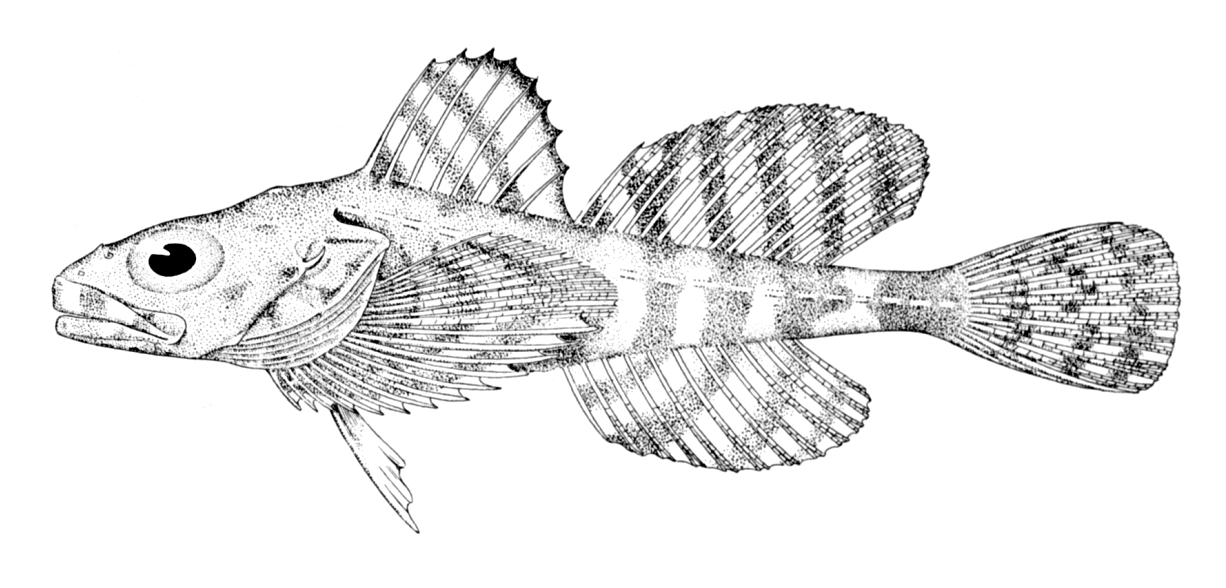
Cá bống tai móc Bắc cực, Artediellus uncinatus

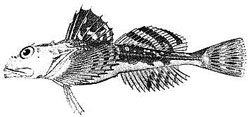
Cá bống sừng dài, Myoxocephalus octodecemspinosus

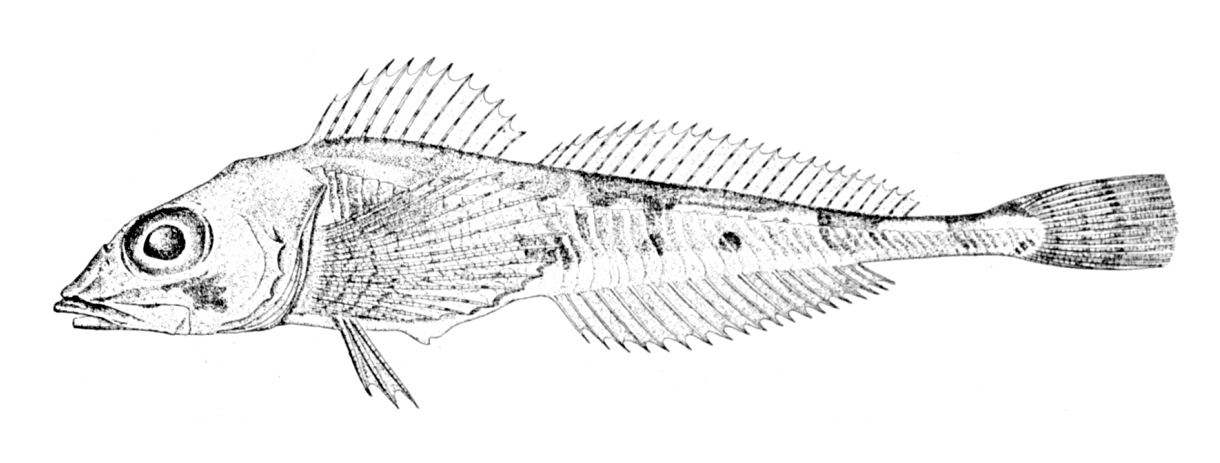
Cá bống gân, Triglops pingelii

- Alcichthys Jordan và Starks, 1904: 1 loài (Alcichthys elongatus).
- Andriashevicottus Fedorov, 1990: 1 loài (Andriashevicottus megacephalus).
- Antipodocottus Bolin, 1952: 4 loài.
- Archistes Jordan và Gilbert trong Jordan và Evermann, 1898: 2 loài.
- Argyrocottus Herzenstein, 1892: 1 loài (Argyrocottus zanderi).
- Artediellichthys Taranetz, 1941: 1 loài (Artediellichthys nigripinnis).
- Artediellina Taranetz, 1937: 1 loài (Artediellina antilope).
- Artedielloides Soldatov, 1922: 1 loài (Artedielloides auriculatus).
- Artediellus Jordan, 1885: 15 loài cá bống tai móc.
- Artedius Girard, 1856: 5 loài.
- Ascelichthys Jordan và Gilbert, 1880: 1 loài (Ascelichthys rhodorus).
- Asemichthys Gilbert, 1912: 1 loài (Asemichthys taylori).
- Astrocottus Bolin, 1936: 4 loài.
- Atopocottus Bolin, 1936: 1 loài (Atopocottus tribranchius).
- Bero Jordan và Starks, 1904: 1 loài (Bero elegans).
- Bolinia Yabe, 1991: 1 loài (Bolinia euryptera).
- Chitonotus Lockington, 1879: 1 loài (Chitonotus pugetensis).
- Clinocottus Gill, 1861: 5 loài cá bống mũi nhọn.
- Cottiusculus Schmidt trong Jordan và Starks, 1904: 3 loài.
- Daruma Jordan và Starks, 1904: 1 loài (Daruma sagamia).
- Enophrys Swainson, 1839: 4 loài cá bống đá.
- Furcina Jordan và Starks, 1904: 2 loài.
- Gymnocanthus Swainson, 1839: 7 loài.
- Icelinus Jordan, 1885: 11 loài.
- Icelus Krøyer, 1845: 17 loài.
- Leiocottus Girard, 1856: 1 loài (Leiocottus hirundo).
- Lepidobero Qin và Jin, 1992: 1 loài (Lepidobero sinensis).
- Megalocottus Gill, 1861: 2 loài.
- Micrenophrys Andriashev, 1954: 1 loài (Micrenophrys lilljeborgii).
- Microcottus Schmidt, 1940: 2 loài.
- Myoxocephalus Tilesius, 1811: 16 loài cá bống lớn, cá bống bốn sừng, cá bống sừng ngắn.
- Ocynectes Jordan và Starks, 1904: 2 loài.
- Oligocottus Girard, 1856: 4 loài cá bống vũng thủy triều, cá bống yên ngựa, cá bống hồng, cá bống mượt.
- Orthonopias Starks và Mann, 1911: 1 loài cá bống mũi tù (Orthonopias triacis).
- Phallocottus Schultz, 1938: 1 loài cá bống không gai (Phallocottus obtusus).
- Phasmatocottus Bolin, 1936: 1 loài (Phasmatocottus ctenopterygius).
- Porocottus Gill, 1859: 9 loài cá bống tua.
- Pseudoblennius Temminck và Schlegel, 1850: 6 loài.
- Radulinopsis Soldatov và Lindberg, 1930: 2 loài.
- Radulinus Gilbert, 1890: 3 loài.
- Rastrinus Jordan và Evermann, 1896 (đồng nghĩa: Stlegicottus Bolin, 1936): 1 loài (Rastrinus scutiger).
- Ricuzenius Jordan và Starks, 1904: 2 loài.
- Ruscarius Jordan và Starks, 1895: 2 loài.
- Sigmistes Rutter trong Jordan và Evermann, 1898: 2 loài.
- Stelgistrum Jordan và Gilbert trong Jordan và Evermann, 1898: 3 loài.
- Stlengis Jordan và Starks, 1904: 3 loài.
- Synchirus Bean, 1890: 1 loài (Synchirus gilli).
- Taurocottus Soldatov và Pavlenko, 1915: 1 loài (Taurocottus bergii).
- Taurulus Gratzianov, 1907: 1 loài cá bống đầu bò gai dài (Taurulus bubalis).
- Thyriscus Gilbert và Burke, 1912: 1 loài (Thyriscus anoplus).
- Trichocottus Soldatov và Pavlenko, 1915: 1 loài cá bống đầu lông (Trichocottus brashnikovi).
- Triglops Reinhardt, 1830: 10 loài.
- Vellitor Jordan và Starks, 1904: 2 loài.
- Zesticelus Jordan và Evermann, 1896: 3 loài.

### SangScorpaenichthyidae
- Scorpaenichthys Girard, 1854: 1 loài cá bống Cabezon (Scorpaenichthys marmoratus).

### SangJordaniidae
- Jordania Starks, 1895: 1 loài (Jordania zonope).
- Paricelinus Eigenmann và Eigenmann, 1889: 1 loài cá bống lưng gai (Paricelinus hopliticus).

### SangAgonidae
- Hemilepidotus Cuvier, 1829 (đồng nghĩa: Melletes Bean, 1880): 6 loài.